# Josep Fontserè i Mestre
Josep Fontserè i Mestre (pron. catalana: /ʒuˈzɛp fɔnsəˈɾɛ ˈmɛs.tɾə/; Barcellona, 1829 – Barcellona, 15 maggio 1897) è stato un architetto spagnolo autore di diversi lavori a Barcellona, come il parc de la Ciutadella o il Mercato del Born.
Figlio dell'architetto Josep Fontserè i Domènech e fratello del capomastro Eduard Fontserè, prese anch'egli il titolo di capomastro nel 1853 alla Real Academia de San Fernando di Madrid.

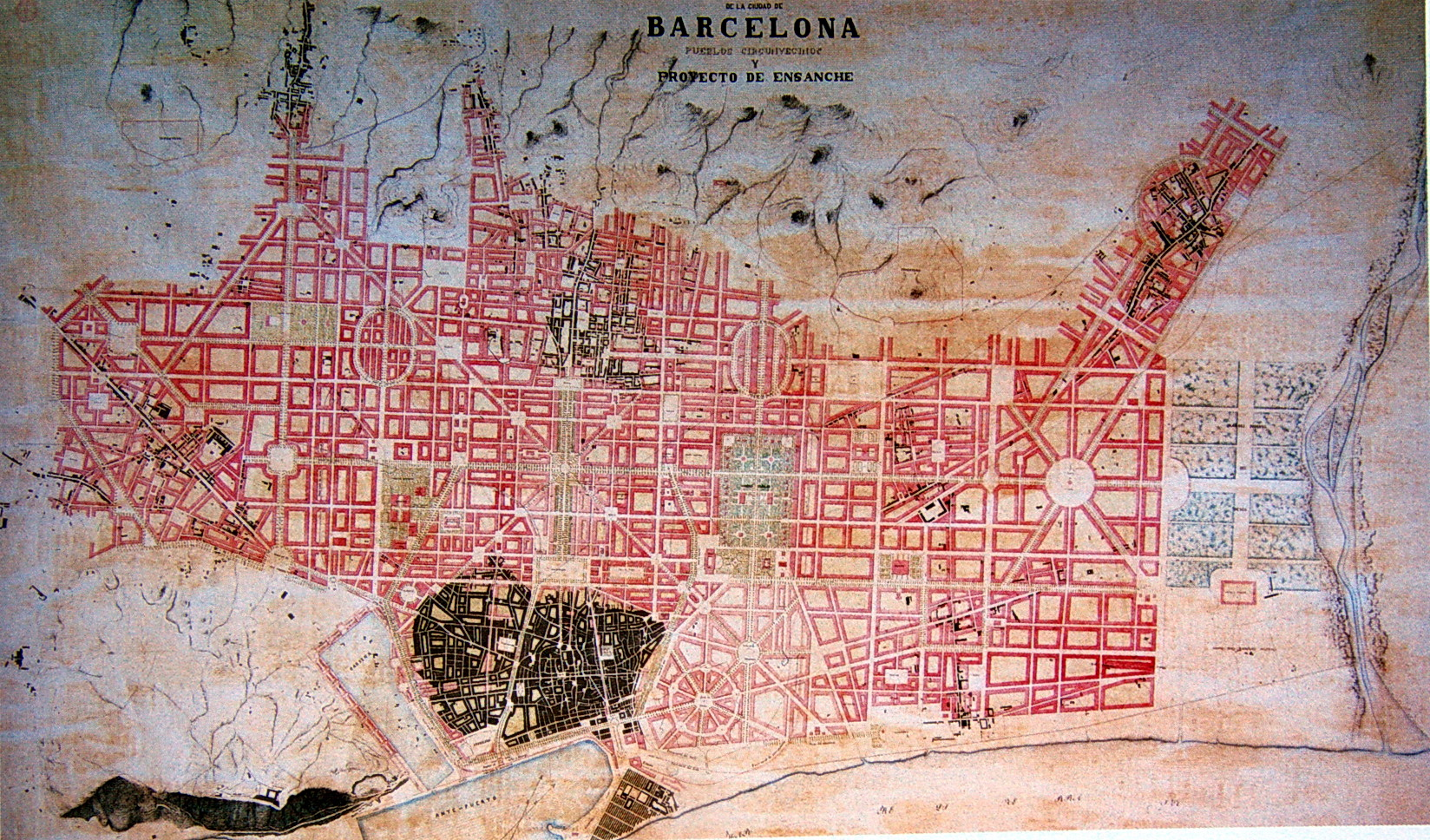
Progetto per l'Eixample di Barcellona (1859).

Nel 1859 partecipò al concorso per l'ampliamento di Barcellona con un progetto che si classificò al terzo posto, dietro a quelli di Antoni Rovira i Trías (vincitore del concorso) e di Ildefonso Cerdá, a cui poi venne commissionato il piano di espansione che prese il nome di Piano Cerdà.
Nel 1870 vinse il concorso per l'urbanizzazione del Parco della Cittadella con il lemma "I giardini stanno alla città come i polmoni al corpo umano". La sua partecipazione al concorso fu però molto discussa poiché, come capomastro, non gli veniva riconosciuta alcuna competenza accademica.
Nell'urbanizzazione del parco ebbe come assistenti gli scultori Joan Flotats e Llorenç Matamala e gli studenti di architettura Cristóbal Cascante e Antoni Gaudí.
Nel 1876 costruì a Barcellona il mercato del Born in collaborazione con l'ingegnere Josep M. Cornet.
Morì il 15 maggio 1897 a Barcellona.